# San Ernesto
San Ernesto es un paraje y centro rural de población con junta de gobierno de 3ª categoría del distrito Las Colonias del departamento San Salvador, en la provincia de Entre Ríos, República Argentina. 
Se accede a él a través de la ruta provincial N°. 23 que une las localidades de San Salvador y Villa Elisa.
Su población está compuesta principalmente por descendientes de alemanes del Volga, que en su mayoría profesan la fe de la Iglesia evangélica luterana (una de las excepciones a esta corriente inmigratoria, ya que la mayoría de los alemanes del Volga que se radicaron en la Argentina eran católicos).
Alrededor de la Iglesia Luterana, está el cementerio luterano y las escuelas primarias y secundaria. 
El templo de la capilla católica, fue realizada íntegramente en chapa. En 2018 fue relevada como locación cinematográfica destacada de Entre Ríos. 
No fue considerada localidad en los censos de 1991 y de 2001 por lo que su población fue censada como rural dispersa. La población de la jurisdicción de la junta de gobierno era de 314 habitantes en 2001.
El centro rural de población y la junta de gobierno fueron creados mediante el decreto 3422/1986 MGJE del 11 de agosto de 1986. Sus primeras autoridades fueron designadas por el decreto 3441/1986 MGJE del mismo día. El área jurisdiccional de la junta de gobierno fue definida por el decreto 4077/1987 MGJE del 27 de julio de 1987. Nuevas autoridades fueron designadas en 2000, 2004, 2008 y 2011.